# Nico Graf
Nico Graf (Villingen-Schwenningen, Baden-Württemberg, 2 de maig de 1985) va ser un ciclista alemany, professional del 2006 al 2008.

## Palmarès
- 2003
  - Vencedor d'una etapa a la Volta a la Baixa Saxònia júnior
- 2006
  - 1r al Völkermarkter Radsporttage
  - Vencedor d'una etapa al Gran Premi Guillem Tell
- 2007
  - Vencedor d'una etapa al FBD Insurance Rás